# 周鼎 (弘治進士)
周鼎（1460年—？），字定之，金吾左衛官方，湖廣茶陵州人，明朝政治人物。

## 生平
順天府鄉試第一百二十四名舉人。弘治九年（1496年）中式丙辰科會試第二百七十七名，二甲第四十九名進士。十年十一月授兵科給事中，十五年十二月升禮科右，十七年七月升禮科左，出为江西布政司右参议，丁憂服闋，正德二年（1507年）十二月复除河南左参议，五年正月升本司右参政。

## 家族
曾祖周原；祖父周誠，百戶；父周旺，百戶。嫡母李氏；生母楊氏。慈侍下。